# Sự kiện UFO Dome of the Rock
Sự kiện UFO Dome of the Rock là vụ người dân Israel đã tận mắt chứng kiến sự xuất hiện của UFO xảy ra tại Dome of the Rock ở Jerusalem vào ngày 28 tháng 1 năm 2011. 
Một vật thể phát sáng duy nhất đã được nhiều người nhìn thấy và quay phim vào lúc nửa đêm, có vẻ như do nhiều khách du lịch thực hiện, rơi xuống Dome of the Rock ở Jerusalem, lơ lửng một lúc phía trên thánh đường này và tạo ra một tia sáng rồi mới bay vọt lên bầu trời trước sự ngỡ ngàng của đám đông bên dưới.
Vụ việc được bốn nhân chứng khác nhau quay phim lại. Biên tập viên Benjamin Radford coi sự kiện này chỉ đơn giản là một trò lừa bịp được dàn dựng mà thôi.